# Socuéllamos
Socuéllamos là một đô thị thuộc Ciudad Real, Castile-La Mancha, Tây Ban Nha.